# Big Life
Big Life (рус. «Большая жизнь») — четвёртый студийный альбом американской рок-группы Night Ranger, изданный в 1987 году. Одним из продюсеров альбома был Дэвид Фостер, работавший с такими артистами как Майкл Джексон, Род Стюарт, Чак Берри и Мадонна. Американская ассоциация звукозаписывающих компаний присвоила диску золотой статус.

## Об альбоме
В чарте Billboard 200 Big Life занял 28 позицию.
Первый сингл с альбома, «The Secret of My Success», был написан в 1987 году для фильма «Секрет моего успеха». Он занял позицию № 64 в Billboard Hot 100. Второй сингл, «Hearts Away», вошёл Hot 100 на 90 место.
Диск не имел успеха, а также не получил никаких положительных отзывов о нём. Согласно мнению рецензента Allmusic, Night Ranger на этом альбоме отдалились от метала в сторону поп-музыки. В основном, материал ориентирован на радиослушателей, однако музыканты совершенно не были чужды радиостанциям. Но на этот раз желание угодить слушателям сильно отразилось на качестве мелодий. К тому же, в 1987 слушатели отдавали большее предпочтение хард-рокерам Guns'N'Roses, альт-рок-группам U2 и R.E.M., нежели самим Night Ranger. Всё же поп-метал сохранил популярность в 1987, но в основном благодаря Whitesnake и Def Leppard. Поэтому, как альбом не был успешен, так и композиции «The Secret of My Success», «Hearts Away», изданные синглами, не были популярны.

## Список композиций
1. «Big Life» (Блэйдс, Гиллис) — 5:16
2. «Color Of Your Smile» (Блэйдс) — 4:13
3. «Love Is Standing Near» (Фитцджеральд, Блэйдз, Киги) — 4:24
4. «Rain Comes Crashing Down» (Блэйдс) — 5:56
5. «The Secret of My Success» (Блэйдс, Фостер, Кин, Ландау) — 4:26
6. «Carry On» (Блэйдс, Киги) — 4:19
7. «Better Let It Go» (Киги, Блэйдс) — 4:40
8. «I Know Tonight» (Блэйдс) — 4:03
9. «Hearts Away» (Блэйдс) — 4:58

## Участники записи
Night Ranger
- Джек Блэйдс  — вокал, бас-гитара
- Брэд Гиллис  — соло-гитара и ритм-гитара
- Джефф Уотсон  — соло-гитара и ритм-гитара
- Алан Фитцджеральд  — клавишные, пианино
- Келли Киги — ударные, перкуссия, бэк-вокал

Другие музыканты
- Дэвид Фостер — клавишные

Производство
- Кевин Элсон, Уолли Бак, Дэвид Фостер, Night Ranger — продюсеры
- Кевин Элсон, Уолли Бак, Рик Хулбрук, Фрэнк Пекок и Том Сайз — инженеры
- Кевин Элсон — микширование